# 도그맨
《도그맨》(영어: Dogman)은 2018년 개봉한 이탈리아의 범죄 드라마 영화이다. 마테오 가로네가 감독과 공동각본을 맡았다. 2018 칸 영화제 황금종려상 경쟁 후보작이다.

## 출연

### 주연
- 마르첼로 폰테
- 에도아도 퍼스

### 조연
- 눈지아 쉬아노
- 아다모 디오니시
- 프란체스코 아콰롤리

## 기타
- 미술: 디미트리 카푸아니
- 배역: 프란체스코 베도바티